# Ітатський
Іта́тський (рос. Итатский) — селище міського типу у складі Тяжинського округу Кемеровської області, Росія.

## Населення
Населення — 3726 осіб (2010; 4343 у 2002).